# Proteasi
La proteasi (o proteinasi, peptidasi, enzima proteolitico) è un enzima che sia in grado di catalizzare la rottura del legame peptidico tra il gruppo amminico e il gruppo carbossilico delle proteine. La rottura del legame avviene attraverso un meccanismo che utilizza una molecola di acqua, per cui le proteasi vengono classificate tra le idrolasi. Esistono oltre 170 proteasi, appartenenti principalmente alla sottoclasse 3.4 (agenti su legami peptidici).
L'evoluzione delle proteasi è avvenuta più volte, e diverse classi di proteasi sono in grado di eseguire la stessa reazione usando meccanismi catalitici completamente diversi. Le proteasi sono utilizzate da animali, piante (proteasi vegetali), batteri, archeobatteri e dai virus.

## Classificazione
Le proteasi possono essere suddivise in due grandi raggruppamenti sulla base delle proprietà strutturali del substrato attaccato, in base all'amminoacido utilizzato per attivare la molecola d'acqua che effettua l'idrolisi o secondo il pH ottimale:

### Substrato
- Esopeptidasi: accorciano la catena polipeptidica rimuovendo un residuo alla volta. Se questo avviene dall'N-terminale si parla di aminopeptidasi, se invece la rimozione avviene in corrispondenza dell'estremità C-terminale, si parla di carbossipeptidasi.
- Endopeptidasi: agiscono frammentando la catena polipeptidica al suo interno e non alle estremità.

### Residuo catalitico

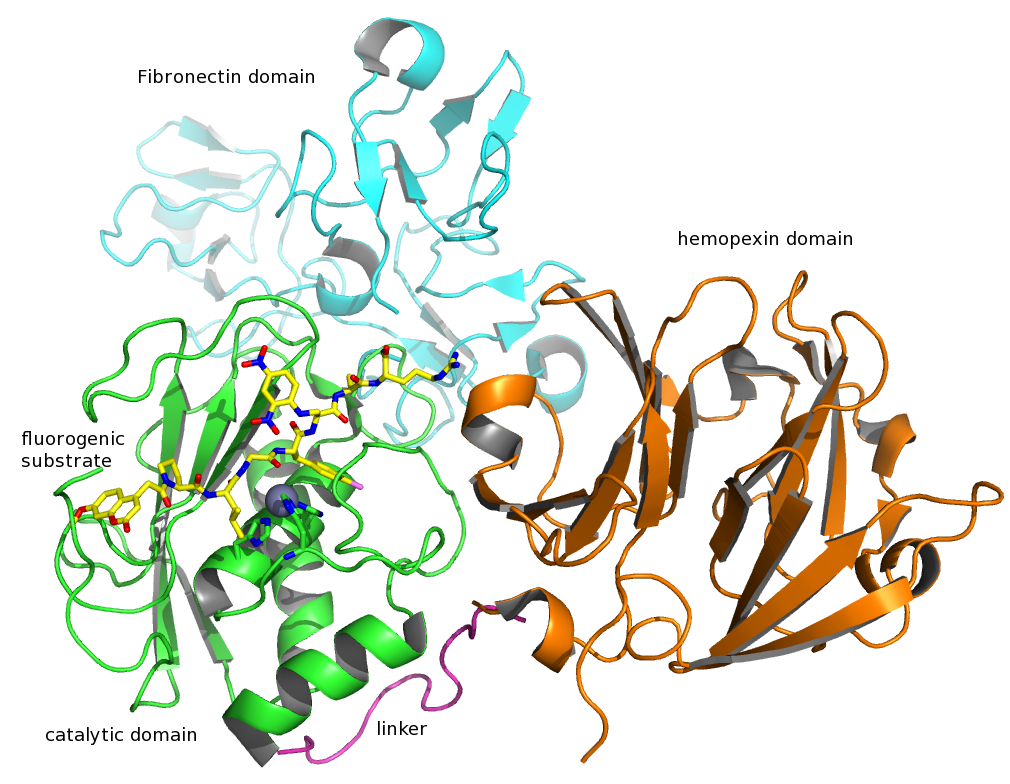
Metalloproteasi della matrice extracellulare MMP9, endoproteasi a zinco ricostruita a partire dalle strutture cristallografiche del dominio catalitico, codice, del dominio fibronettina:, linker:, e del dominio emopessina:

Le proteasi sono classificate in sei grandi gruppi in base all'amminoacido catalitico:
- Proteasi a serina
- Proteasi a treonina
- Proteasi a cisteina
- Proteasi ad aspartato (acido aspartatico)
- Proteasi a glutammato (acido glutammico)
- Metalloproteasi - Le metalloproteasi utilizzano un metallo, spesso lo zinco od il cobalto. La reazione è accelerata con l'aiuto di un amminoacido che nelle metalloproteasi della matrice è un acido glutammico.

### pH ottimale
Successivamente le proteasi sono ulteriormente classificate in base al pH dove sono più attive:
- Proteasi acide
- Proteasi neutre
- Proteasi alcaline

Ad esempio la chimotripsina è una endopeptidasi alcalina a serina mentre la proteasi del virus dell'AIDS è una endoproteasi ad aspartato che funziona a pH acido (4.7–6).

## Funzione
Gli enzimi proteolitici svolgono funzioni essenziali sia all'interno come all'esterno delle cellule.

### Digestione
Le proteasi del sistema digestivo hanno come funzione di ridurre le proteine in peptidi assimilabili. La proteasi più abbondante nel succo gastrico è la pepsina. Come molti enzimi proteolitici, la pepsina viene secreta inattiva (pepsinogeno) e viene attivata dal pH acido dello stomaco. La pepsina funziona in modo ottimale ad un pH compreso fra 1,5 e 3,5. Digerisce solo il 20% del contenuto proteico, favorendo l'azione del succo enterico e del succo pancreatico nell'intestino tenue. La chimotripsina e la tripsina sono sintetizzate in forma inattiva dal pancreas. Il tripsinogeno inattivo viene attivato e trasformato in tripsina da un'altra proteasi: la enteropeptidasi. La tripsina così prodotta è in grado di attivare altre molecole di tripsinogeno come il chimotripsinogeno.
Vari cibi sono ricchi di proteasi, l'ananas contiene bromelina; la papaia contiene papaina, i fichi la ficina, i kiwi l'actinidina
Questi enzimi sono delle proteasi a cisteina, sono in grado di rendere cibi più digeribili ma sono anche causa di allergie alimentari. Anche gli allergeni degli acari del genere Dermatophagoides, presenti nella polvere domestica, sono delle proteasi a cisteina.

### Coagulazione
La coagulazione del sangue avviene in seguito all'azione di una cascata di 13 fattori coagulanti che sono principalmente delle proteasi a serina. La via intrinseca è una cascata che inizia con l'attivazione del fattore XII, che attiva il fattore XI che attiva il fattore IX. Il fattore IX attivato si unisce al fattore VIII attivato, che porta all'attivazione del fattore X. Il meccanismo della via estrinseca inizia con l'attivazione del fattore VII, che si unisce al Fattore Tissutale per attivare il fattore X. Le due vie continuano con la formazione del complesso tra fattore Xa (X attivato) e il fattore Va, il quale, taglia e attiva la protrombina, che in seguito attiva il fibrinogeno che con l'intervento del fattore XIIIa favorisce la precipitazione della fibrina e la formazione del tappo piastrinico.

### Ricambio cellulare e riproduzione
Le proteasi sono indispensabili per il ricambio cellulare, per la crescita, per la riparazione e la sostituzione delle cellule che hanno terminato la loro vita utile, o che sono morte a causa di ferite e malattie. Varie callicreine, proteasi a serina, sono prodotte dalla prostata per favorire la dissoluzione della gelatina che intrappola gli spermatozoi. La callicreina 3 (KLK3) favorisce la liquefazione del coagulo e la liberazione degli spermatozoi. Nella prostata la KLK3 è inattiva e viene attivata dalla callicreina prostatica (KLK2) dopo l'eiaculazione.

### Tossine
I veleni possono contenere proteasi e inibitori di proteasi che agiscono sugli enzimi della coagulazione. Varie tossine batteriche sono proteasi come per esempio la tossina del botulino usata per le rughe che è una metalloproteasi a zinco che taglia proteine (SNAP-25, sintaxina o sinaptobrevina) della giunzione neuromuscolare, impedendo il rilascio di neurotrasmettitori, causando la paralisi flaccida dei muscoli.

## Inibitori

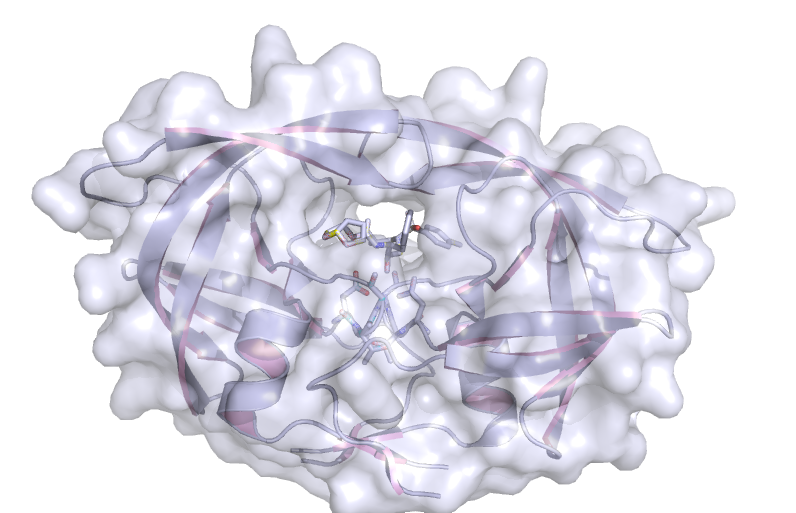
Proteasi del HIV con l"inibitore Darunavir dalla struttura cristallina. Evidenziati gli amino acidi catalitici Asp-Val-Gly

Inibire l'azione delle proteasi è importante per varie terapie. Impiegati nella terapia antiretrovirale, questi farmaci interferiscono con il ciclo replicativo del virus HIV proprio bloccando l'attività dell'enzima della proteasi. L'inibizione dell'azione proteolitica degli enzimi della coagulazione è un altro esempio dell'utilizzo di inibitori di proteasi umane. Il dabigatran è un inibitore diretto della trombina un enzima che come la maggior parte degli enzimi della coagulazione appartiene alla categoria delle proteasi a serina, e che selettivamente taglia i legami Arg-Gly del fibrinogeno inducendo la formazione della fibrina ed il rilascio dei fibrinopeptidi A e B.